# Gundakar Lichtenštejnský
Princ Gundakar Albert Alfred Petrus Lichtenštejnský (* 1. dubna 1949, Vídeň) je člen lichtenštejnské knížecí rodiny. Je druhým dítětem a nejstarším synem prince Hanse-Moritze Lichtenštejnského a princezny Klotildy von Thurn und Taxis.

## Život
Narodil se 1. dubna 1949 ve Vídni jako syn prince Hanse-Moritze Lichtenštejnského a princezny Klotildy von Thurn und Taxis. Jeho otec byl synem prince Alfreda z Lichtenštejna a princezny Theresie zu Oettingen-Oettingen und Oettingen-Wallerstein. Jeho matka byla dcerou Karla Augusta, 10. knížete z Thurnu a Taxisu a princezny Marie Anny Braganzské.
Je absolventem Královské zemědělské vysoké školy v Anglii. V dětství navštěvoval školu v Rakousku. Po šesti letech práce v brazilské bance koupil rozsáhlé zemědělské pozemky v regionu Mato Grosso. Každý rok tráví čtyři měsíce v Brazílii a zbytek v Rakousku, kde spravuje svůj zemědělský statek o rozloze 3 500 hektarů ve Štýrsku.

## Manželství a potomci
Dne 22. července 1989 se v Dreux během občanského obřadu a 29. července 1989 ve Friedrichshafenu během náboženského obřadu oženil s princeznou Marií Isabellou Marguerite Annou Genevieve Orleánskou (* 3. ledna 1959, Boulogne-Billancourt), dcerou pařížského hraběte a francouzského vévody Henriho a vévodkyně Marie Terezy Württemberské. Spolu mají pět dětí:
- Princezna Léopoldine Eléonore Thérèse Marie Lichtenštejnská (* 27. června 1990, Vídeň)
- Princezna Marie Immaculata Elisabeth Rose Aldegunde Lichtenštejnská (* 15. prosince 1991, Vídeň)
- Princ Johann Wenzel Karl Emmeran Bonifatius Maria Lichtenštejnský (* 17. března 1993, Vídeň)
- Princezna Margarete Franciska Daria Wilhelmine Marie Lichtenštejnská (* 10. ledna 1995, Vídeň)
- Princ Gabriel Karl Bonaventura Alfred Valerian Maria Lichtenštejnský(* 6. května 1998, Vídeň)